# Norðurland vestra
Norðurland vestra – region Islandii, położony w północno-zachodniej części kraju. Zamieszkuje go 7,2 tys. mieszk. (2018). Ośrodkiem administracyjnym regionu jest Sauðárkrókur.

## Gminy regionu
W skład regionu wchodzi 7 gmin:
| Kod  | Gmina                       | Ludność (1 stycznia 2015) | Ludność (1 stycznia 2018) | Powierzchnia (km²) |
| ---- | --------------------------- | ------------------------- | ------------------------- | ------------------ |
| 5200 | Sveitarfélagið Skagafjörður | 3 910                     | 3 955                     | 4 180              |
| 5508 | Húnaþing vestra             | 1 171                     | 1 193                     | 3 019              |
| 5604 | Blönduósbær                 | 861                       | 895                       | 183                |
| 5609 | Sveitarfélagið Skagaströnd  | 488                       | 482                       | 53                 |
| 5611 | Skagabyggð                  | 99                        | 93                        | 489                |
| 5612 | Húnavatnshreppur            | 414                       | 383                       | 3 817              |
| 5706 | Akrahreppur                 | 194                       | 194                       | 1 364              |

## Miejscowości regionu
W poszczególnych miejscowościach regionu zamieszkiwała następująca liczba ludności (stan na 1 stycznia 2018):
- Sauðárkrókur (Skagafjörður) – 2574 mieszk.,
- Blönduós (Blönduósbær) - 821 mieszk.,
- Hvammstangi (Húnaþing vestra) - 578 mieszk.,
- Skagaströnd (Skagaströnd) - 477 mieszk.,
- Hofsós (Skagafjörður) - 147 mieszk.,
- Varmahlíð (Skagafjörður) - 127 mieszk.,
- Hólar í Hjaltadal (Skagafjörður) - 94 mieszk.,
- Laugarbakki (Húnaþing vestra) - 57 mieszk.

W pozostałym rozproszonym osadnictwie na terenie gminy zamieszkiwało 2 320 osób.